# Siata Mitzi
La Siata Mitzi est une mini-citadine développée par le constructeur italien Siata de 1953 à 1956.
Siata la définissait ainsi : « Cette voiture est issue d'un programme d'études pour réaliser une voiturette la plus simple possible, la plus légère et la plus économique des petites voitures existantes. »

## Caractéristiques
Ses caractéristiques techniques sont :
- Moteur à quatre temps, bicylindre en ligne, cylindrée 434 cm3, puissance 8 kW/11 ch à 3 600 tr/min. Soupapes latérales, refroidissement par air forcé, embrayage multidisque à bain d'huile, boîte à quatre vitesses et marche arrière. Le moteur est placé à l'arrière.

- Suspensions à quatre roues indépendantes avec barres de torsion, vitesse 80 km/h, consommation moins de 4 L aux 100 km.

De par sa forme, la carrosserie peut être considérée comme l'ébauche de la Vespa 400.
Le modèle n'a pas eu de succès et a été arrêté rapidement. (Aucune donnée sur le nombre d'exemplaires fabriqué).